# Der Martin-Greif-Bote
Der Martin-Greif-Bote (öfters auch nur Der Bote) war eine von Heinz Jacobi von 1973 bis 1991 in München herausgegebene literarisch-politische Zeitschrift. Der Titel bezieht sich auf den Erscheinungsort, die Martin-Greif-Straße im Münchner Westend. Der Bote erschien ursprünglich im Paranoia Verlag, ab 1978 in der 1964 gegründeten Maistraßenpresse.
Beiträger waren unter anderen:
Herbert Achternbusch,
Arnfrid Astel,
Werner Kofler,
Eckart Menzler,
Fritz Teufel und
Peter Paul Zahl.